# Lars Vesterløkke
Lars Vesterløkke (født 10. november 1957 i Otterup) er en dansk chefredaktør og direktør. 
Han blev uddannet tømrer i 1977, hvorefter han i 1987 fik sin eksamen fra Danmarks Journalisthøjskole i Aarhus. Den journalistiske karriere er gået fra blandt andet reporter på Dagbladet Holstebro, DR Midt & Vest, redaktør på DR København, konsulent i DR's uddannelsesafdeling, chef for DR Fyn og siden 1999 programchef for DR's programproduktion på radioen, hvor han havde en nøglerolle i omdannelsen af DR's interne struktur. Lars Vesterløkke var fra 2001 til 2007 programdirektør i DR og i knap et år, 2004-2005, konstitueret generaldirektør.
Vesterløkke tiltrådte 1. januar 2008 som administrerende direktør og chefredaktør på Ritzaus Bureau i København. Lars Vesterløkke overtog stillingen efter Uffe Riis Sørensen. Han meddelte i april 2024, at han fratræder stillingen på Ritzau med udgangen af maj for at blive konsulent og rådgiver i Beecon.